# Albert Lefebvre
Albert Marie Ghislain Lefebvre (Aalst, 8 september 1782 - Brussel, 12 juli 1861) was een Belgisch advocaat, lid van het Nationaal Congres, volksvertegenwoordiger en magistraat.

## Biografie
Albert Lefebvre was de zoon van jonkheer Jean-Baptiste Lefebvre, burgemeester van Geraardsbergen en Aalst, en Isabelle Lenaert. De familie was in 1755 in de persoon van grootvader Albert Lefebvre in de adelstand opgenomen. De hier behandelde Albert Lefebvre verkreeg in 1823 adelserkenning.
Nadat hij in 1807 het doctoraat in de rechten behaald had aan de École de droit in Brussel werd Lefebvre advocaat in Brussel. In 1813 trouwde hij in Vollezele met Marie-Thérèse de Steenhault (1785-1830).
Nadat Lefebvre in mei 1830 weduwnaar was geworden werd hij in november tot plaatsvervangend lid van het Nationaal Congres verkozen door de Brusselse kiezers en door het wegvallen van een effectief verkozene, zetelde hij al op 25 november en werd zelfs quaestor.
Hij was een van de meer dan honderd vertegenwoordigers die nooit enige tussenkomst hielden en van wie men alleen de aanwezigheid of afwezigheid kan vaststellen naar aanleiding van stemmingen. Bij de eerste stemronden voor een staatshoofd gaf hij zijn stem aan hertog August van Leuchtenberg. Voor regent gaf hij zijn stem aan Félix de Mérode. In juni stemde hij met de meerderheid voor Leopold van Saksen Coburg en in juli voor de aanvaarding van het Verdrag der XVIII artikelen.
Einde 1831 werd hij volksvertegenwoordiger voor het arrondissement Brussel in het eerste verkozen parlement. Op 4 oktober 1832 nam hij ontslag na zijn benoeming tot raadsheer in het Hof van Cassatie.

## Kinderen
Van zijn vier kinderen trouwde alleen Louis Lefebvre (1824-1889), advocaat, diplomaat en volksvertegenwoordiger voor het arrondissement Mechelen, met Marie Wouters de Jauche (1827-1902). Ze woonden in Blaasveld bij Willebroek, waar Lefebvres schoonvader burgemeester was. Ze kregen veertien kinderen, onder wie Albert Alexandre Lefebvre (1854-1911) en Charles Lefebvre (1861-1936), die beiden katholiek volksvertegenwoordiger voor Mechelen werden. Charles werd ook nog senator en Albert was tevens burgemeester van Blaasveld in opvolging van zijn grootvader Alexander Wouters de Jauche. Hij werd in die functie opgevolgd door zijn jongere broers Ludovic (1867-1944) en Anatole (1874-1958), beiden vrijgezel en laatste naamdragers in dit gezin.